# Атомная подводная лодка с крылатыми ракетами
 Атомная подводная лодка с крылатыми ракетами, также используются аббревиатуры ПЛАРК (подводная лодка атомная с ракетами крылатыми) и АПРК (атомный подводный ракетный крейсер) — в Российской Федерации обозначение атомных подводных лодок, вооруженных крылатыми ракетами морского базирования. Назначение этих лодок — нанесение ракетных ударов по кораблям или береговым объектам противника. По классификации ВМС США ПЛАРК обозначаются как SSGN (ship submarine guided (missile) nuclear). Атомные подводные лодки с крылатыми ракетами имеются в составе военно-морских флотов России и США.

## История развития
Создание подводных лодок с крылатыми ракетами приходится на разгар холодной войны. Экспериментальные и пробные запуски крылатых ракет с подводных лодок осуществлялись с переоборудованных дизель-электрических субмарин. После отработки пусковых комплексов началось создание подходящих лодок-носителей для нового оружия.
Первые типы ракет имели невысокие дальность полёта и точность попадания: при радиусе действия до 1000 км КВО составляло около 8 км.
Поскольку радиус полёта первых типов ракет был сравнительно невелик, то они были способны поразить лишь крупные наземные цели. В соответствии со стратегическими планами, крылатые ракеты предназначались для ядерных ударов по крупным городам «вероятного противника».
Для проведения боевого дежурства необходимо было преодолеть большие расстояния, а достаточной для этого автономностью могли обладать только атомные субмарины.
Первой американской подводной лодкой, способной запускать крылатые ракеты стала «Хэлибат» (SSGN-587), введённая в эксплуатацию 4 января 1960 года. Она несла пусковую установку для ракет типа «Regulus» с боекомплектом в 5 ракет. Первая советская ПЛАРК К-45 проекта 659 была введена в строй 28 июня 1961 года и несла 6 ракет П-5 в отдельных герметичных контейнерах вне прочного корпуса.
С принятием на вооружение баллистических ракет морского базирования, крылатые ракеты подводных лодок перестали быть силой ядерного сдерживания. США практически перестали строить подводные лодки с крылатыми ракетами, а для аналогичных советских лодок новой целью стали крупные надводные корабли противника. Как правило, в учебных задачах целью было уничтожение авианосной ударной группировки противника. Новые советские ПЛАРК окрестили «убийцами авианосцев».
В период с 2002 по 2008 года, в связи с программами ограничения стратегических ядерных арсеналов СНВ-1 и СНВ-2, в ходе капитального ремонта, четыре стратегические подводные лодки США класса «Огайо» были перевооружены на крылатые ракеты. Вместо 24 баллистических ракет «Трайдент» лодки получили почти полторы сотни высокоточных неядерных крылатых ракет типа «Томагавк». Так возникло третье предназначение подводных лодок с крылатыми ракетами — плавучая подводная платформа высокоточного оружия, способная поддержать наземные войска за тысячи километров от метрополии. Неофициально, переоборудованные субмарины часто называют «подводными мониторами», в связи с их особой функцией — массированных ракетных обстрелов наземных целей.